# Antenor (syn Aesyetesa)
Antenor – w mitologii greckiej Trojańczyk i doradca Priama, zwolennik pokoju z Achajami. Był skłonny oddać Helenę królowi Menelaosowi, dla zapobieżenia konfliktowi.
Jego synem był Helikaon, mąż Laodike – córki Priama i Hekabe. Po upadku Troi został oszczędzony przez zwycięzców i udał się do Italii, gdzie założył Patavium (Padwę).
Jeden z bohaterów Odprawy posłów greckich Jana Kochanowskiego.
Od jego imienia wzięła się nazwa drugiego podkręgu w 9 kręgu piekła w Boskiej Komedii Dantego, który przeznaczony jest dla zdrajców politycznych.